# Stortjärnen (Kalls socken, Jämtland, 707746-133448)
Stortjärnen är en sjö i Åre kommun i Jämtland och ingår i Indalsälvens huvudavrinningsområde. Sjön har en area på 0,253 kvadratkilometer och ligger 422,3 meter över havet. Stortjärnen ligger i Skäckerfjällen Natura 2000-område.

## Delavrinningsområde
Stortjärnen ingår i det delavrinningsområde (707776-133467) som SMHI kallar för Utloppet av Stortjärnen. Medelhöjden är 470 meter över havet och ytan är 3,04 kvadratkilometer. Det finns inga avrinningsområden uppströms utan avrinningsområdet är högsta punkten. Vattendraget som avvattnar avrinningsområdet har biflödesordning 4, vilket innebär att vattnet flödar genom totalt 4 vattendrag innan det når havet efter 371 kilometer. Avrinningsområdet består mestadels av skog (88 procent). Avrinningsområdet har 0,33 kvadratkilometer vattenytor vilket ger det en sjöprocent på 10,8 procent.